# Parafia Krzyża Świętego w Złotoryi
Parafia Krzyża Świętego w Złotoryi – nieistniejąca parafia Kościoła Polskokatolickiego w RP, położona w dekanacie dolnośląskim diecezji wrocławskiej. Od 2011 roku parafia nie dysponowała żadnym obiektem sakralnym, a msze św. nie były celebrowane. W 2015 roku została ostatecznie zniesiona.
Historia parafii Krzyża Świętego rozpoczyna się w 1964, kiedy władze państwowe przekazały Kościołowi Polskokatolickiemu obszerną świątynię poewangelicką, położoną w obrębie cmentarza komunalnego. Kościół był jednak mocno zniszczony przez działania wojenne; mimo licznych remontów, ze względu na brak środków finansowych, po pewnym czasie nie nadawał się  już do sprawowania świętej liturgii. W 2003 kościół przekazano parafii rzymskokatolickiej, która szybko przystąpiła do gruntownego remontu. Władze miejskie przydzieliły parafii dwa pomieszczenia w budynku komunalnym znajdującym się przy ul. Marii Konopnickiej (tzw. użytkowanie wieczyste). W 2008 po śmierci ks. Wincentego Szewczyka – ostatniego proboszcza parafii, wspólnota przestała praktycznie istnieć. W 2011 przeprowadzono remont kamienicy przy ul. Marii Konopnickiej, na cele komercyjne. Wierni dojeżdżają do położonej 30 km na południe parafii polskokatolickiej w Jeleniej Górze (Cieplicach Śląskich-Zdroju). W 2015 parafia nie figurowała już w spisach placówek polskokatolickich.